# Джулі Тауерс
Джулі Тауерс (англ. Julie Towers, 12 жовтня 1976) — австралійська хокеїстка на траві.
Олімпійська чемпіонка 2000 року, учасниця 2004 року.
Бронзова призерка Ігор Співдружності 2002 року.